# 2. Bundesliga 2023-24
La temporada 2023-24 de la 2. Bundesliga correspondió a la 50.ª edición de la Segunda División de Alemania. La fase regular comenzó a disputarse el 28 de julio de 2023 y terminó el 19 de mayo de 2024.
Un total de 18 equipos participaron en la competición, incluyendo 14 equipos de la temporada anterior, 2 provenientes de la 1. Bundesliga 2022-23 y 2 provenientes de la 3. Liga 2022-23.

## Sistema de competición
Participaron en la 2. Bundesliga 18 clubes que, siguiendo un calendario establecido por sorteo, se enfrentaron entre sí en dos partidos, uno en terreno propio y otro en campo contrario. El ganador de cada partido obtuvo tres puntos, el empate otorgó un punto y la derrota, cero puntos.
El torneo se disputó entre los meses de julio de 2023 y mayo de 2024. Al término de la temporada, los dos primeros clasificados ascendieron a la 1. Bundesliga, y el tercer clasificado disputó su ascenso con el antepenúltimo clasificado de la 1. Bundesliga. Los dos últimos descendieron a la 3. Liga y el antepenúltimo clasificado disputó su permanencia con el tercer clasificado de la 3. Liga.

## Relevos
| Pos. | Ascendidos a 1. Bundesliga |
| ---- | -------------------------- |
| 1.º  | Heidenheim                 |
| 2.º  | Darmstadt 98               |

| Pos. | Descendidos a 3. Liga |
| ---- | --------------------- |
| 16.º | Arminia Bielefeld     |
| 17.º | Jahn Ratisbona        |
| 18.º | Sandhausen            |

| Pos. | Ascendidos de 3. Liga |
| ---- | --------------------- |
| 1.º  | Elversberg            |
| 3.º  | Osnabrück             |
| 4.º  | Wehen Wiesbaden       |

| Pos. | Descendidos de 1. Bundesliga |
| ---- | ---------------------------- |
| 17.º | Schalke 04                   |
| 18.º | Hertha Berlín                |

## Información
| Equipo              | Ciudad             | Entrenador                | Capitán               | Estadio                        | Capacidad | Proveedor | Patrocinador principal  |
| ------------------- | ------------------ | ------------------------- | --------------------- | ------------------------------ | --------- | --------- | ----------------------- |
| Eintracht Brunswick | Brunswick          | Marc Pfitzner INT         | Jannis Nikolaou       | Eintracht-Stadion              | 23 325    | Puma      | Kosatec Computer        |
| Elversberg          | Spiesen-Elversberg | Horst Steffen             | Kevin Conrad          | URSAPHARM-Arena                | 10 000    | Nike      | HYLO                    |
| Fortuna Düsseldorf  | Düsseldorf         | Daniel Thioune            | Andre Hoffmann        | Merkur Spiel-Arena             | 54 600    | Adidas    | Targobank               |
| Greuther Fürth      | Fürth              | Alexander Zorniger        | Branimir Hrgota       | Sportpark Ronhof Thomas Sommer | 16 626    | Puma      | Hofmann Personal        |
| Hamburgo            | Hamburgo           | Tim Walter                | Sebastian Schonlau    | Volksparkstadion               | 57 000    | Adidas    | HanseMerkur             |
| Hannover 96         | Hannover           | Stefan Leitl              | Ron-Robert Zieler     | HDI-Arena                      | 49 000    | Macron    | BRAINHOUSE247           |
| Hansa Rostock       | Rostock            | Alois Schwartz            | Markus Kolke          | Ostseestadion                  | 29 000    | Mizuno    | 28 Black                |
| Hertha Berlín       | Berlín             | Pál Dárdai                | Toni Leistner         | Olympiastadion                 | 74 649    | Nike      |                         |
| Holstein Kiel       | Kiel               | Marcel Rapp               | Philipp Sander        | Holstein-Stadion               | 15 034    | Puma      | Famila                  |
| Kaiserslautern      | Kaiserslautern     | Dirk Schuster             | Jean Zimmer           | Estadio Fritz Walter           | 49 780    | Nike      | Allgäuer Latschenkiefer |
| Karlsruher          | Karlsruhe          | Christian Eichner         | Jérôme Gondorf        | Wildparkstadion                | 29 699    | Macron    | CG Elementum            |
| Magdeburgo          | Magdeburgo         | Christian Titz            | Amara Condé           | MDCC-Arena                     | 30 098    | Uhlsport  | Humanas                 |
| Núremberg           | Núremberg          | Cristian Fiél             | Christopher Schindler | Max-Morlock-Stadion            | 49 923    | Adidas    | Nürnberger Versicherung |
| Osnabrück           | Osnabrück          | Martin Heck Tim Danneberg | Timo Beermann         | Stadion an der Bremer Brücke   | 16 667    | Puma      | SO-TECH                 |
| Paderborn 07        | Paderborn          | Lukas Kwasniok            | Jannik Huth           | Benteler-Arena                 | 15 000    | Saller    | Bremer AG               |
| San Pauli           | Hamburgo           | Fabian Hürzeler           | Jackson Irvine        | Millerntor-Stadion             | 29 546    | DIIY      | Congstar                |
| Schalke 04          | Gelsenkirchen      | Karel Geraerts            | Simon Terodde         | Veltins-Arena                  | 62 271    | Adidas    | Veltins                 |
| Wehen Wiesbaden     | Wiesbaden          | Markus Kauczinski         | Sascha Mockenhaupt    | BRITA-Arena                    | 12 250    | Capelli   | Brita                   |

### Cambios de entrenadores
| Equipo              | Entrenador (Jornadas)        | Fecha de vacante         | Tipo de salida     | Posición en la tabla | Entrenador entrante       | Fecha de nombramiento    |
| ------------------- | ---------------------------- | ------------------------ | ------------------ | -------------------- | ------------------------- | ------------------------ |
| Núremberg           | Dieter Hecking INT           | 20 de febrero de 2023    | Fin de interinidad | Pretemporada         | Cristian Fiél             | 10 de junio de 2023      |
| Eintracht Brunswick | Michael Schiele              | 9 de junio de 2023       | Despedido          | Pretemporada         | Jens Härtel               | 11 de junio de 2023      |
| Schalke 04          | Thomas Reis (1–7)            | 27 de septiembre de 2023 | Despedido          | 16.º                 | Matthias Kreutzer INT     | 27 de septiembre de 2023 |
| Schalke 04          | Matthias Kreutzer INT (8–9)  | 9 de octubre de 2023     | Fin de interinidad | 16.º                 | Karel Geraerts            | 9 de octubre de 2023     |
| Eintracht Brunswick | Jens Härtel (1–10)           | 23 de octubre de 2023    | Despedido          | 18.º                 | Marc Pfitzner INT         | 23 de octubre de 2023    |
| Osnabrück           | Tobias Schweinsteiger (1–13) | 14 de noviembre de 2023  | Despedido          | 18.º                 | Martin Heck Tim Danneberg | 14 de noviembre de 2023  |

### Equipos por estados federados
| Región                      | N.º | Equipos                                       |
| --------------------------- | --- | --------------------------------------------- |
| Baja Sajonia                | 3   | Eintracht Brunswick, Hannover 96 y Osnabrück  |
| Renania del Norte-Westfalia | 3   | Fortuna Düsseldorf, Paderborn 07 y Schalke 04 |
| Baviera                     | 2   | Greuther Fürth y Núremberg                    |
| Hamburgo                    | 2   | Hamburgo y San Pauli                          |
| Baden-Wurtemberg            | 1   | Karlsruher                                    |
| Berlín                      | 1   | Hertha Berlín                                 |
| Hesse                       | 1   | Wehen Wiesbaden                               |
| Mecklemburgo-Pomerania      | 1   | Hansa Rostock                                 |
| Renania-Palatinado          | 1   | Kaiserslautern                                |
| Sajonia-Anhalt              | 1   | Magdeburgo                                    |
| Sarre                       | 1   | Elversberg                                    |
| Schleswig-Holstein          | 1   | Holstein Kiel                                 |

## Clasificación
| Pos. | Equipo              | Pts. | PJ | G  | E  | P  | GF | GC | Dif. | Clasificación 2024-25                |
| ---- | ------------------- | ---- | -- | -- | -- | -- | -- | -- | ---- | ------------------------------------ |
| 1    | San Pauli (C, A)    | 69   | 34 | 20 | 9  | 5  | 62 | 36 | +26  | Ascenso a 1. Bundesliga              |
| 2    | Holstein Kiel (A)   | 68   | 34 | 21 | 5  | 8  | 65 | 39 | +26  | Ascenso a 1. Bundesliga              |
| 3    | Fortuna Düsseldorf  | 63   | 34 | 18 | 9  | 7  | 72 | 40 | +32  | Promoción de ascenso a 1. Bundesliga |
| 4    | Hamburgo            | 58   | 34 | 17 | 7  | 10 | 64 | 44 | +20  |                                      |
| 5    | Karlsruher          | 55   | 34 | 15 | 10 | 9  | 68 | 48 | +20  |                                      |
| 6    | Hannover 96         | 52   | 34 | 13 | 13 | 8  | 59 | 44 | +15  |                                      |
| 7    | Paderborn 07        | 52   | 34 | 15 | 7  | 12 | 54 | 54 | 0    |                                      |
| 8    | Greuther Fürth      | 50   | 34 | 14 | 8  | 12 | 50 | 49 | +1   |                                      |
| 9    | Hertha Berlín       | 48   | 34 | 13 | 9  | 12 | 69 | 59 | +10  |                                      |
| 10   | Schalke 04          | 43   | 34 | 12 | 7  | 15 | 53 | 60 | −7   |                                      |
| 11   | Elversberg          | 43   | 34 | 12 | 7  | 15 | 49 | 63 | −14  |                                      |
| 12   | Núremberg           | 40   | 34 | 11 | 7  | 16 | 43 | 64 | −21  |                                      |
| 13   | Kaiserslautern      | 39   | 34 | 11 | 6  | 17 | 59 | 64 | −5   |                                      |
| 14   | Magdeburgo          | 38   | 34 | 9  | 11 | 14 | 46 | 54 | −8   |                                      |
| 15   | Eintracht Brunswick | 38   | 34 | 11 | 5  | 18 | 37 | 53 | −16  |                                      |
| 16   | Wehen Wiesbaden (D) | 32   | 34 | 8  | 8  | 18 | 36 | 50 | −14  | Promoción de descenso a 3. Liga      |
| 17   | Hansa Rostock (D)   | 31   | 34 | 9  | 4  | 21 | 30 | 57 | −27  | Descenso a 3. Liga                   |
| 18   | Osnabrück (D)       | 28   | 34 | 6  | 10 | 18 | 31 | 69 | −38  | Descenso a 3. Liga                   |

 Fuente: DFB
Criterios de clasificación: Puntos · Diferencia de goles · Goles a favor · Enfrentamientos directos

## Evolución de la clasificación
| Equipo              | 01 | 02 | 03 | 04 | 05 | 06 | 07 | 08 | 09 | 10 | 11 | 12 | 13 | 14 | 15 | 16 | 17 | 18 | 19 | 20 | 21 | 22 | 23 | 24 | 25 | 26 | 27 | 28 | 29 | 30 | 31 | 32 | 33 | 34 |
| ------------------- | -- | -- | -- | -- | -- | -- | -- | -- | -- | -- | -- | -- | -- | -- | -- | -- | -- | -- | -- | -- | -- | -- | -- | -- | -- | -- | -- | -- | -- | -- | -- | -- | -- | -- |
| San Pauli           | 5  | 6  | 7  | 9  | 9  | 6  | 2  | 1  | 1  | 1  | 1  | 1  | 1  | 1  | 1  | 1  | 2  | 1  | 1  | 1  | 1  | 1  | 1  | 1  | 1  | 1  | 1  | 1  | 2  | 2  | 1  | 2  | 1  | 1  |
| Holstein Kiel       | 7  | 2  | 5  | 3  | 2  | 3  | 7  | 4  | 4  | 3  | 4  | 5  | 3  | 3  | 2  | 2  | 1  | 2  | 3  | 3  | 2  | 2  | 2  | 2  | 2  | 2  | 2  | 2  | 1  | 1  | 2  | 1  | 2  | 2  |
| Fortuna Düsseldorf  | 6  | 8  | 10 | 5  | 4  | 1  | 1  | 5  | 6  | 5  | 2  | 4  | 5  | 4  | 4  | 5  | 4  | 5  | 5  | 5  | 7  | 7  | 7  | 7  | 4  | 4  | 3  | 3  | 3  | 3  | 3  | 3  | 3  | 3  |
| Hamburgo            | 2  | 3  | 1  | 1  | 1  | 2  | 3  | 2  | 2  | 2  | 3  | 2  | 2  | 2  | 3  | 3  | 3  | 3  | 4  | 2  | 3  | 3  | 3  | 3  | 3  | 3  | 4  | 4  | 4  | 4  | 4  | 4  | 4  | 4  |
| Karlsruher          | 4  | 4  | 9  | 6  | 10 | 9  | 12 | 14 | 14 | 12 | 14 | 16 | 15 | 14 | 14 | 14 | 12 | 11 | 8  | 8  | 11 | 11 | 9  | 8  | 9  | 7  | 6  | 6  | 7  | 5  | 5  | 5  | 5  | 5  |
| Hannover 96         | 8  | 11 | 6  | 11 | 7  | 4  | 5  | 3  | 5  | 4  | 5  | 3  | 4  | 7  | 7  | 6  | 8  | 9  | 6  | 6  | 5  | 4  | 5  | 4  | 5  | 5  | 5  | 5  | 5  | 6  | 6  | 6  | 6  | 6  |
| Paderborn 07        | 18 | 15 | 12 | 13 | 16 | 14 | 15 | 11 | 7  | 8  | 12 | 9  | 11 | 12 | 10 | 9  | 6  | 6  | 7  | 7  | 6  | 6  | 6  | 6  | 6  | 6  | 8  | 9  | 9  | 8  | 7  | 8  | 7  | 7  |
| Greuther Fürth      | 1  | 9  | 8  | 12 | 13 | 16 | 13 | 13 | 10 | 14 | 10 | 6  | 6  | 5  | 5  | 4  | 5  | 4  | 2  | 4  | 4  | 5  | 4  | 5  | 7  | 8  | 7  | 8  | 8  | 9  | 9  | 7  | 9  | 8  |
| Hertha Berlín       | 15 | 17 | 18 | 14 | 17 | 15 | 9  | 12 | 9  | 11 | 9  | 12 | 12 | 10 | 8  | 7  | 7  | 8  | 10 | 11 | 8  | 8  | 8  | 9  | 11 | 9  | 9  | 7  | 6  | 7  | 8  | 9  | 8  | 9  |
| Schalke 04          | 16 | 10 | 13 | 15 | 12 | 12 | 16 | 16 | 16 | 16 | 16 | 15 | 16 | 16 | 16 | 13 | 14 | 14 | 15 | 14 | 14 | 14 | 14 | 14 | 14 | 14 | 14 | 13 | 12 | 13 | 12 | 11 | 10 | 10 |
| Elversberg          | 9  | 13 | 17 | 18 | 15 | 13 | 8  | 10 | 11 | 7  | 7  | 10 | 9  | 6  | 6  | 8  | 9  | 10 | 12 | 9  | 9  | 9  | 10 | 11 | 10 | 11 | 11 | 11 | 10 | 10 | 10 | 10 | 11 | 11 |
| Núremberg           | 17 | 14 | 11 | 8  | 11 | 11 | 10 | 8  | 13 | 9  | 8  | 11 | 8  | 9  | 11 | 10 | 10 | 7  | 9  | 10 | 10 | 10 | 12 | 10 | 8  | 10 | 10 | 10 | 11 | 11 | 13 | 13 | 12 | 12 |
| Kaiserslautern      | 13 | 18 | 15 | 10 | 6  | 7  | 4  | 6  | 3  | 6  | 6  | 7  | 10 | 11 | 13 | 15 | 15 | 15 | 14 | 15 | 16 | 16 | 16 | 15 | 15 | 15 | 16 | 17 | 17 | 17 | 15 | 14 | 15 | 13 |
| Magdeburgo          | 10 | 5  | 2  | 4  | 3  | 5  | 6  | 7  | 8  | 10 | 13 | 13 | 14 | 13 | 12 | 12 | 13 | 12 | 13 | 13 | 12 | 12 | 11 | 12 | 12 | 12 | 13 | 12 | 13 | 12 | 11 | 12 | 13 | 14 |
| Eintracht Brunswick | 14 | 16 | 14 | 16 | 14 | 17 | 17 | 17 | 18 | 18 | 18 | 18 | 17 | 17 | 17 | 17 | 17 | 16 | 17 | 17 | 15 | 15 | 15 | 16 | 17 | 17 | 15 | 16 | 15 | 14 | 14 | 15 | 14 | 15 |
| Wehen Wiesbaden     | 11 | 7  | 3  | 7  | 8  | 10 | 14 | 15 | 15 | 13 | 11 | 8  | 7  | 8  | 9  | 11 | 11 | 13 | 11 | 12 | 13 | 13 | 13 | 13 | 13 | 13 | 12 | 14 | 14 | 15 | 16 | 16 | 16 | 16 |
| Hansa Rostock       | 3  | 1  | 4  | 2  | 5  | 8  | 11 | 9  | 12 | 15 | 15 | 14 | 13 | 15 | 15 | 16 | 16 | 17 | 16 | 16 | 17 | 17 | 17 | 17 | 16 | 16 | 17 | 15 | 16 | 16 | 17 | 17 | 17 | 17 |
| Osnabrück           | 12 | 12 | 16 | 17 | 18 | 18 | 18 | 18 | 17 | 17 | 17 | 17 | 18 | 18 | 18 | 18 | 18 | 18 | 18 | 18 | 18 | 18 | 18 | 18 | 18 | 18 | 18 | 18 | 18 | 18 | 18 | 18 | 18 | 18 |

## Resultados
- Los horarios corresponden al huso horario de Alemania (Hora central europea): UTC+1 en horario estándar y UTC+2 en horario de verano.

### Primera vuelta
| Hamburgo            | 5 – 3 | Schalke 04    | Volksparkstadion               | 28 de julio | 20:30 |
| Hannover 96         | 2 – 2 | Elversberg    | HDI-Arena                      | 29 de julio | 13:00 |
| Kaiserslautern      | 1 – 2 | San Pauli     | Fritz Walter Stadion           | 29 de julio | 13:00 |
| Osnabrück           | 2 – 3 | Karlsruher    | Stadion an der Bremer Brücke   | 29 de julio | 13:00 |
| Wehen Wiesbaden     | 1 – 1 | Magdeburgo    | BRITA-Arena                    | 29 de julio | 13:00 |
| Fortuna Düsseldorf  | 1 – 0 | Hertha Berlín | Merkur Spiel-Arena             | 29 de julio | 20:30 |
| Greuther Fürth      | 5 – 0 | Paderborn 07  | Sportpark Ronhof Thomas Sommer | 30 de julio | 13:30 |
| Hansa Rostock       | 2 – 0 | Núremberg     | Ostseestadion                  | 30 de julio | 13:30 |
| Eintracht Brunswick | 0 – 1 | Holstein Kiel | Eintracht-Stadion              | 30 de julio | 13:30 |

| Hertha Berlín | 0 – 1 | Wehen Wiesbaden     | Olímpico de Berlín  | 4 de agosto | 18:30 |
| Paderborn 07  | 1 – 1 | Osnabrück           | Home Deluxe Arena   | 4 de agosto | 18:30 |
| Elversberg    | 1 – 2 | Hansa Rostock       | URSAPHARM-Arena     | 5 de agosto | 13:00 |
| Holstein Kiel | 2 – 1 | Greuther Fürth      | Holstein-Stadion    | 5 de agosto | 13:00 |
| San Pauli     | 0 – 0 | Fortuna Düsseldorf  | Millerntor-Stadion  | 5 de agosto | 13:00 |
| Schalke 04    | 3 – 0 | Kaiserslautern      | Veltins-Arena       | 5 de agosto | 20:30 |
| Karlsruher    | 2 – 2 | Hamburgo            | Wildparkstadion     | 6 de agosto | 13:30 |
| Magdeburgo    | 2 – 1 | Eintracht Brunswick | MDCC-Arena          | 6 de agosto | 13:30 |
| Núremberg     | 2 – 2 | Hannover 96         | Max-Morlock-Stadion | 6 de agosto | 13:30 |

| Kaiserslautern      | 3 – 2 | Elversberg    | Fritz Walter Stadion           | 18 de agosto | 18:30 |
| Wehen Wiesbaden     | 1 – 0 | Karlsruher    | BRITA-Arena                    | 18 de agosto | 18:30 |
| Fortuna Düsseldorf  | 1 – 2 | Paderborn 07  | Merkur Spiel-Arena             | 19 de agosto | 13:00 |
| Greuther Fürth      | 0 – 0 | San Pauli     | Sportpark Ronhof Thomas Sommer | 19 de agosto | 13:00 |
| Hansa Rostock       | 1 – 2 | Hannover 96   | Ostseestadion                  | 19 de agosto | 13:00 |
| Hamburgo            | 3 – 0 | Hertha Berlín | Volksparkstadion               | 19 de agosto | 20:30 |
| Holstein Kiel       | 2 – 4 | Magdeburgo    | Holstein-Stadion               | 20 de agosto | 13:30 |
| Osnabrück           | 2 – 3 | Núremberg     | Stadion an der Bremer Brücke   | 20 de agosto | 13:30 |
| Eintracht Brunswick | 1 – 0 | Schalke 04    | Eintracht-Stadion              | 20 de agosto | 13:30 |

| Paderborn 07  | 1 – 2 | Kaiserslautern      | Home Deluxe Arena   | 25 de agosto | 18:30 |
| Schalke 04    | 0 – 2 | Holstein Kiel       | Veltins-Arena       | 25 de agosto | 18:30 |
| Elversberg    | 0 – 5 | Fortuna Düsseldorf  | URSAPHARM-Arena     | 26 de agosto | 13:00 |
| Hansa Rostock | 2 – 1 | Osnabrück           | Ostseestadion       | 26 de agosto | 13:00 |
| Hertha Berlín | 5 – 0 | Greuther Fürth      | Olímpico de Berlín  | 26 de agosto | 13:00 |
| Hannover 96   | 0 – 1 | Hamburgo            | HDI-Arena           | 26 de agosto | 20:30 |
| Karlsruher    | 2 – 0 | Eintracht Brunswick | Wildparkstadion     | 27 de agosto | 13:30 |
| Núremberg     | 2 – 1 | Wehen Wiesbaden     | Max-Morlock-Stadion | 27 de agosto | 13:30 |
| San Pauli     | 0 – 0 | Magdeburgo          | Millerntor-Stadion  | 27 de agosto | 13:30 |

| Eintracht Brunswick | 1 – 1 | San Pauli     | Eintracht-Stadion              | 1 de septiembre | 18:30 |
| Fortuna Düsseldorf  | 3 – 1 | Karlsruher    | Merkur Spiel-Arena             | 1 de septiembre | 18:30 |
| Holstein Kiel       | 2 – 1 | Paderborn 07  | Holstein-Stadion               | 2 de septiembre | 13:00 |
| Magdeburgo          | 6 – 4 | Hertha Berlín | MDCC-Arena                     | 2 de septiembre | 13:00 |
| Wehen Wiesbaden     | 1 – 1 | Schalke 04    | BRITA-Arena                    | 2 de septiembre | 13:00 |
| Kaiserslautern      | 3 – 1 | Núremberg     | Fritz Walter Stadion           | 2 de septiembre | 20:30 |
| Greuther Fürth      | 1 – 3 | Hannover 96   | Sportpark Ronhof Thomas Sommer | 3 de septiembre | 13:30 |
| Hamburgo            | 2 – 0 | Hansa Rostock | Volksparkstadion               | 3 de septiembre | 13:30 |
| Osnabrück           | 0 – 1 | Elversberg    | Stadion an der Bremer Brücke   | 3 de septiembre | 13:30 |

| Núremberg     | 1 – 1 | Greuther Fürth      | Max-Morlock-Stadion | 15 de septiembre | 18:30 |
| Paderborn 07  | 2 – 1 | Wehen Wiesbaden     | Home Deluxe Arena   | 15 de septiembre | 18:30 |
| Elversberg    | 2 – 1 | Hamburgo            | URSAPHARM-Arena     | 16 de septiembre | 13:00 |
| Hansa Rostock | 1 – 3 | Fortuna Düsseldorf  | Ostseestadion       | 16 de septiembre | 13:00 |
| Karlsruher    | 1 – 1 | Kaiserslautern      | Wildparkstadion     | 16 de septiembre | 13:00 |
| Schalke 04    | 4 – 3 | Magdeburgo          | Veltins-Arena       | 16 de septiembre | 20:30 |
| Hannover 96   | 7 – 0 | Osnabrück           | HDI-Arena           | 17 de septiembre | 13:30 |
| Hertha Berlín | 3 – 0 | Eintracht Brunswick | Olímpico de Berlín  | 17 de septiembre | 13:30 |
| San Pauli     | 5 – 1 | Holstein Kiel       | Millerntor-Stadion  | 17 de septiembre | 13:30 |

| Magdeburgo          | 1 – 1 | Paderborn 07  | MDCC-Arena                     | 22 de septiembre | 18:30 |
| Osnabrück           | 2 – 1 | Hamburgo      | Stadion an der Bremer Brücke   | 22 de septiembre | 18:30 |
| Eintracht Brunswick | 2 – 2 | Núremberg     | Eintracht-Stadion              | 23 de septiembre | 13:00 |
| Greuther Fürth      | 4 – 3 | Karlsruher    | Sportpark Ronhof Thomas Sommer | 23 de septiembre | 13:00 |
| Wehen Wiesbaden     | 0 – 2 | Elversberg    | BRITA-Arena                    | 23 de septiembre | 13:00 |
| San Pauli           | 3 – 1 | Schalke 04    | Millerntor-Stadion             | 23 de septiembre | 20:30 |
| Fortuna Düsseldorf  | 1 – 1 | Hannover 96   | Merkur Spiel-Arena             | 24 de septiembre | 13:30 |
| Holstein Kiel       | 2 – 3 | Hertha Berlín | Holstein-Stadion               | 24 de septiembre | 13:30 |
| Kaiserslautern      | 3 – 1 | Hansa Rostock | Fritz Walter Stadion           | 24 de septiembre | 13:30 |

| Hamburgo      | 1 – 0 | Fortuna Düsseldorf  | Volksparkstadion             | 29 de septiembre | 18:30 |
| Paderborn 07  | 3 – 1 | Schalke 04          | Home Deluxe Arena            | 29 de septiembre | 18:30 |
| Hannover 96   | 2 – 0 | Wehen Wiesbaden     | HDI-Arena                    | 30 de septiembre | 13:00 |
| Hansa Rostock | 1 – 0 | Eintracht Brunswick | Ostseestadion                | 30 de septiembre | 13:00 |
| Karlsruher    | 0 – 2 | Holstein Kiel       | Wildparkstadion              | 30 de septiembre | 13:00 |
| Hertha Berlín | 1 – 2 | San Pauli           | Olímpico de Berlín           | 30 de septiembre | 20:30 |
| Elversberg    | 1 – 1 | Greuther Fürth      | URSAPHARM-Arena              | 1 de octubre     | 13:30 |
| Núremberg     | 1 – 0 | Magdeburgo          | Max-Morlock-Stadion          | 1 de octubre     | 13:30 |
| Osnabrück     | 2 – 2 | Kaiserslautern      | Stadion an der Bremer Brücke | 1 de octubre     | 13:30 |

| Fortuna Düsseldorf  | 1 – 1 | Osnabrück     | Merkur Spiel-Arena             | 6 de octubre | 18:30 |
| Kaiserslautern      | 3 – 1 | Hannover 96   | Fritz Walter Stadion           | 6 de octubre | 18:30 |
| Greuther Fürth      | 1 – 0 | Hansa Rostock | Sportpark Ronhof Thomas Sommer | 7 de octubre | 13:00 |
| Magdeburgo          | 1 – 1 | Karlsruher    | MDCC-Arena                     | 7 de octubre | 13:00 |
| Wehen Wiesbaden     | 1 – 1 | Hamburgo      | BRITA-Arena                    | 7 de octubre | 13:00 |
| San Pauli           | 5 – 1 | Núremberg     | Millerntor-Stadion             | 7 de octubre | 20:30 |
| Eintracht Brunswick | 1 – 3 | Paderborn 07  | Eintracht-Stadion              | 8 de octubre | 13:30 |
| Holstein Kiel       | 1 – 1 | Elversberg    | Holstein-Stadion               | 8 de octubre | 13:30 |
| Schalke 04          | 1 – 2 | Hertha Berlín | Veltins-Arena                  | 8 de octubre | 13:30 |

| Elversberg         | 3 – 0 | Eintracht Brunswick | URSAPHARM-Arena              | 20 de octubre | 18:30 |
| Hannover 96        | 2 – 1 | Magdeburgo          | HDI-Arena                    | 20 de octubre | 18:30 |
| Hamburgo           | 2 – 0 | Greuther Fürth      | Volksparkstadion             | 21 de octubre | 13:00 |
| Osnabrück          | 0 – 2 | Wehen Wiesbaden     | Stadion an der Bremer Brücke | 21 de octubre | 13:00 |
| Paderborn 07       | 2 – 2 | San Pauli           | Home Deluxe Arena            | 21 de octubre | 13:00 |
| Fortuna Düsseldorf | 4 – 3 | Kaiserslautern      | Merkur Spiel-Arena           | 21 de octubre | 20:30 |
| Hansa Rostock      | 1 – 3 | Holstein Kiel       | Ostseestadion                | 22 de octubre | 13:30 |
| Karlsruher         | 3 – 0 | Schalke 04          | Wildparkstadion              | 22 de octubre | 13:30 |
| Núremberg          | 3 – 1 | Hertha Berlín       | Max-Morlock-Stadion          | 22 de octubre | 13:30 |

| Eintracht Brunswick | 1 – 4 | Fortuna Düsseldorf | Eintracht-Stadion              | 27 de octubre | 18:30 |
| Greuther Fürth      | 4 – 0 | Osnabrück          | Sportpark Ronhof Thomas Sommer | 27 de octubre | 18:30 |
| San Pauli           | 2 – 1 | Karlsruher         | Millerntor-Stadion             | 28 de octubre | 13:00 |
| Schalke 04          | 3 – 2 | Hannover 96        | Veltins-Arena                  | 28 de octubre | 13:00 |
| Hertha Berlín       | 3 – 1 | Paderborn 07       | Olímpico de Berlín             | 28 de octubre | 13:00 |
| Kaiserslautern      | 3 – 3 | Hamburgo           | Fritz Walter Stadion           | 28 de octubre | 20:30 |
| Holstein Kiel       | 0 – 2 | Núremberg          | Holstein-Stadion               | 29 de octubre | 13:30 |
| Magdeburgo          | 1 – 2 | Elversberg         | MDCC-Arena                     | 29 de octubre | 13:30 |
| Wehen Wiesbaden     | 1 – 0 | Hansa Rostock      | BRITA-Arena                    | 29 de octubre | 13:30 |

| Elversberg         | 0 – 2 | San Pauli           | URSAPHARM-Arena              | 3 de noviembre | 18:30 |
| Fortuna Düsseldorf | 1 – 3 | Wehen Wiesbaden     | Merkur Spiel-Arena           | 3 de noviembre | 18:30 |
| Kaiserslautern     | 0 – 2 | Greuther Fürth      | Fritz Walter Stadion         | 4 de noviembre | 13:00 |
| Núremberg          | 1 – 2 | Schalke 04          | Max-Morlock-Stadion          | 4 de noviembre | 13:00 |
| Osnabrück          | 1 – 1 | Holstein Kiel       | Stadion an der Bremer Brücke | 4 de noviembre | 13:00 |
| Hamburgo           | 2 – 0 | Magdeburgo          | Volksparkstadion             | 4 de noviembre | 20:30 |
| Hannover 96        | 2 – 0 | Eintracht Brunswick | HDI-Arena                    | 5 de noviembre | 13:30 |
| Hansa Rostock      | 0 – 0 | Hertha Berlín       | Ostseestadion                | 5 de noviembre | 13:30 |
| Karlsruher         | 0 – 3 | Paderborn 07        | Wildparkstadion              | 5 de noviembre | 13:30 |

| San Pauli           | 0 – 0 | Hannover 96        | Millerntor-Stadion             | 10 de noviembre | 18:30 |
| Schalke 04          | 1 – 2 | Elversberg         | Veltins-Arena                  | 10 de noviembre | 18:30 |
| Eintracht Brunswick | 3 – 2 | Osnabrück          | Eintracht-Stadion              | 11 de noviembre | 13:00 |
| Holstein Kiel       | 4 – 2 | Hamburgo           | Holstein-Stadion               | 11 de noviembre | 13:00 |
| Paderborn 07        | 1 – 3 | Núremberg          | Home Deluxe Arena              | 11 de noviembre | 13:00 |
| Hertha Berlín       | 2 – 2 | Karlsruher         | Olímpico de Berlín             | 11 de noviembre | 20:30 |
| Greuther Fürth      | 1 – 0 | Fortuna Düsseldorf | Sportpark Ronhof Thomas Sommer | 12 de noviembre | 13:30 |
| Magdeburgo          | 1 – 2 | Hansa Rostock      | MDCC-Arena                     | 12 de noviembre | 13:30 |
| Wehen Wiesbaden     | 2 – 1 | Kaiserslautern     | BRITA-Arena                    | 12 de noviembre | 13:30 |

| Hamburgo           | 2 – 1 | Eintracht Brunswick | Volksparkstadion               | 24 de noviembre | 18:30 |
| Hannover 96        | 2 – 2 | Hertha Berlín       | HDI-Arena                      | 24 de noviembre | 18:30 |
| Elversberg         | 4 – 1 | Paderborn 07        | URSAPHARM-Arena                | 25 de noviembre | 13:00 |
| Hansa Rostock      | 2 – 3 | San Pauli           | Ostseestadion                  | 25 de noviembre | 13:00 |
| Osnabrück          | 0 – 2 | Magdeburgo          | Stadion an der Bremer Brücke   | 25 de noviembre | 13:00 |
| Fortuna Düsseldorf | 5 – 3 | Schalke 04          | Merkur Spiel-Arena             | 25 de noviembre | 20:30 |
| Greuther Fürth     | 2 – 0 | Wehen Wiesbaden     | Sportpark Ronhof Thomas Sommer | 26 de noviembre | 13:30 |
| Kaiserslautern     | 0 – 3 | Holstein Kiel       | Fritz Walter Stadion           | 26 de noviembre | 13:30 |
| Karlsruher         | 4 – 1 | Núremberg           | Wildparkstadion                | 26 de noviembre | 13:30 |

| San Pauli           | 2 – 2 | Hamburgo           | Millerntor-Stadion  | 1 de diciembre | 18:30 |
| Schalke 04          | 4 – 0 | Osnabrück          | Veltins-Arena       | 1 de diciembre | 18:30 |
| Eintracht Brunswick | 0 – 1 | Greuther Fürth     | Eintracht-Stadion   | 2 de diciembre | 13:00 |
| Holstein Kiel       | 3 – 2 | Wehen Wiesbaden    | Holstein-Stadion    | 2 de diciembre | 13:00 |
| Núremberg           | 0 – 5 | Fortuna Düsseldorf | Max-Morlock-Stadion | 2 de diciembre | 13:00 |
| Magdeburgo          | 4 – 1 | Kaiserslautern     | MDCC-Arena          | 2 de diciembre | 20:30 |
| Hertha Berlín       | 5 – 1 | Elversberg         | Olímpico de Berlín  | 3 de diciembre | 13:30 |
| Karlsruher          | 2 – 2 | Hansa Rostock      | Wildparkstadion     | 3 de diciembre | 13:30 |
| Paderborn 07        | 1 – 0 | Hannover 96        | Home Deluxe Arena   | 3 de diciembre | 13:30 |

| Hannover 96        | 2 – 2 | Karlsruher          | HDI-Arena                      | 8 de diciembre  | 18:30 |
| Wehen Wiesbaden    | 1 – 3 | Eintracht Brunswick | BRITA-Arena                    | 8 de diciembre  | 18:30 |
| Greuther Fürth     | 1 – 1 | Magdeburgo          | Sportpark Ronhof Thomas Sommer | 9 de diciembre  | 13:00 |
| Hamburgo           | 1 – 2 | Paderborn 07        | Volksparkstadion               | 9 de diciembre  | 13:00 |
| Kaiserslautern     | 1 – 2 | Hertha Berlín       | Fritz Walter Stadion           | 9 de diciembre  | 13:00 |
| Osnabrück          | 1 – 1 | San Pauli           | Stadion an der Bremer Brücke   | 9 de diciembre  | 20:30 |
| Elversberg         | 0 – 1 | Núremberg           | URSAPHARM-Arena                | 10 de diciembre | 13:30 |
| Fortuna Düsseldorf | 0 – 1 | Holstein Kiel       | Merkur Spiel-Arena             | 10 de diciembre | 13:30 |
| Hansa Rostock      | 0 – 2 | Schalke 04          | Ostseestadion                  | 10 de diciembre | 13:30 |

| Paderborn 07        | 3 – 0 | Hansa Rostock      | Home Deluxe Arena   | 15 de diciembre | 18:30 |
| Schalke 04          | 2 – 2 | Greuther Fürth     | Veltins-Arena       | 15 de diciembre | 18:30 |
| Hertha Berlín       | 0 – 0 | Osnabrück          | Olímpico de Berlín  | 16 de diciembre | 13:00 |
| Magdeburgo          | 2 – 3 | Fortuna Düsseldorf | MDCC-Arena          | 16 de diciembre | 13:00 |
| Núremberg           | 0 – 2 | Hamburgo           | Max-Morlock-Stadion | 16 de diciembre | 13:00 |
| Holstein Kiel       | 3 – 0 | Hannover 96        | Holstein-Stadion    | 16 de diciembre | 20:30 |
| Eintracht Brunswick | 2 – 1 | Kaiserslautern     | Eintracht-Stadion   | 17 de diciembre | 13:30 |
| Karlsruher          | 3 – 2 | Elversberg         | Wildparkstadion     | 17 de diciembre | 13:30 |
| San Pauli           | 1 – 1 | Wehen Wiesbaden    | Millerntor-Stadion  | 17 de diciembre | 13:30 |

### Segunda vuelta
| Holstein Kiel | 1 - 2 | Eintracht Brunswick | Holstein-Stadion    | 19 de enero | 18:30 |
| Karlsruher    | 2 - 1 | Osnabrück           | Wildparkstadion     | 19 de enero | 18:30 |
| Elversberg    | 2 - 2 | Hannover 96         | URSAPHARM-Arena     | 20 de enero | 13:00 |
| Núremberg     | 3 - 0 | Hansa Rostock       | Max-Morlock-Stadion | 20 de enero | 13:00 |
| San Pauli     | 2 - 0 | Kaiserslautern      | Millerntor-Stadion  | 20 de enero | 13:00 |
| Schalke 04    | 0 - 2 | Hamburgo            | Veltins-Arena       | 20 de enero | 20:30 |
| Hertha Berlín | 2 - 2 | Fortuna Düsseldorf  | Olímpico de Berlín  | 21 de enero | 13:30 |
| Magdeburgo    | 1 - 0 | Wehen Wiesbaden     | MDCC-Arena          | 21 de enero | 13:30 |
| Paderborn 07  | 0 - 1 | Greuther Fürth      | Home Deluxe Arena   | 21 de enero | 13:30 |

| Hannover 96         | 3 - 0 | Núremberg     | HDI-Arena                      | 26 de enero | 18:30 |
| Kaiserslautern      | 4 - 1 | Schalke 04    | Fritz Walter Stadion           | 26 de enero | 18:30 |
| Hansa Rostock       | 2 - 1 | Elversberg    | Ostseestadion                  | 27 de enero | 13:00 |
| Osnabrück           | 0 - 0 | Paderborn 07  | Stadion an der Bremer Brücke   | 27 de enero | 13:00 |
| Wehen Wiesbaden     | 3 - 1 | Hertha Berlín | BRITA-Arena                    | 27 de enero | 13:00 |
| Fortuna Düsseldorf  | 1 - 2 | San Pauli     | Merkur Spiel-Arena             | 27 de enero | 20:30 |
| Eintracht Brunswick | 1 - 0 | Magdeburgo    | Eintracht-Stadion              | 28 de enero | 13:30 |
| Greuther Fürth      | 2 - 1 | Holstein Kiel | Sportpark Ronhof Thomas Sommer | 28 de enero | 13:30 |
| Hamburgo            | 3 - 4 | Karlsruher    | Volksparkstadion               | 28 de enero | 13:30 |

| Karlsruher    | 2 - 2 | Wehen Wiesbaden     | Wildparkstadion     | 2 de febrero | 18:30 |
| Magdeburgo    | 1 - 1 | Holstein Kiel       | MDCC-Arena          | 2 de febrero | 18:30 |
| Núremberg     | 2 - 2 | Osnabrück           | Max-Morlock-Stadion | 3 de febrero | 13:00 |
| San Pauli     | 3 - 2 | Greuther Fürth      | Millerntor-Stadion  | 3 de febrero | 13:00 |
| Schalke 04    | 1 - 0 | Eintracht Brunswick | Veltins-Arena       | 3 de febrero | 13:00 |
| Hertha Berlín | 1 - 2 | Hamburgo            | Olímpico de Berlín  | 3 de febrero | 20:30 |
| Elversberg    | 2 - 1 | Kaiserslautern      | URSAPHARM-Arena     | 4 de febrero | 13:30 |
| Hannover 96   | 2 - 1 | Hansa Rostock       | HDI-Arena           | 4 de febrero | 13:30 |
| Paderborn 07  | 4 - 3 | Fortuna Düsseldorf  | Home Deluxe Arena   | 4 de febrero | 13:30 |

| Hamburgo            | 3 - 4 | Hannover 96   | Volksparkstadion               | 9 de febrero  | 18:30 |
| Wehen Wiesbaden     | 1 - 1 | Núremberg     | BRITA-Arena                    | 9 de febrero  | 18:30 |
| Eintracht Brunswick | 2 - 0 | Karlsruher    | Eintracht-Stadion              | 10 de febrero | 13:00 |
| Fortuna Düsseldorf  | 1 - 1 | Elversberg    | Merkur Spiel-Arena             | 10 de febrero | 13:00 |
| Magdeburgo          | 1 - 0 | San Pauli     | MDCC-Arena                     | 10 de febrero | 13:00 |
| Kaiserslautern      | 1 - 2 | Paderborn 07  | Fritz-Walter-Stadion           | 10 de febrero | 20:30 |
| Greuther Fürth      | 1 - 2 | Hertha Berlín | Sportpark Ronhof Thomas Sommer | 11 de febrero | 13:30 |
| Holstein Kiel       | 1 - 0 | Schalke 04    | Holstein-Stadion               | 11 de febrero | 13:30 |
| Osnabrück           | 0 - 0 | Hansa Rostock | Bremer Brücke                  | 11 de febrero | 13:30 |

| Hannover 96   | 2 - 1 | Greuther Fürth      | HDI-Arena           | 16 de febrero | 18:30 |
| Hertha Berlín | 3 - 2 | Magdeburgo          | Olímpico de Berlín  | 16 de febrero | 18:30 |
| Hansa Rostock | 2 - 2 | Hamburgo            | Ostseestadion       | 17 de febrero | 13:00 |
| Paderborn 07  | 0 - 4 | Holstein Kiel       | Home Deluxe Arena   | 17 de febrero | 13:00 |
| Schalke 04    | 1 - 0 | Wehen Wiesbaden     | Veltins-Arena       | 17 de febrero | 13:00 |
| Karlsruher    | 2 - 2 | Fortuna Düsseldorf  | Wildparkstadion     | 17 de febrero | 20:30 |
| Elversberg    | 3 - 1 | Osnabrück           | URSAPHARM-Arena     | 18 de febrero | 13:30 |
| Núremberg     | 1 - 1 | Kaiserslautern      | Max-Morlock-Stadion | 18 de febrero | 13:30 |
| San Pauli     | 1 - 0 | Eintracht Brunswick | Millerntor-Stadion  | 18 de febrero | 13:30 |

| Wehen Wiesbaden     | 1 - 2 | Paderborn 07  | BRITA-Arena                    | 23 de febrero | 18:30 |
| Holstein Kiel       | 3 - 4 | San Pauli     | Holstein-Stadion               | 23 de febrero | 18:30 |
| Eintracht Brunswick | 1 - 1 | Hertha Berlín | Eintracht-Stadion              | 24 de febrero | 13:00 |
| Kaiserslautern      | 0 - 4 | Karlsruher    | Fritz-Walter-Stadion           | 24 de febrero | 13:00 |
| Osnabrück           | 1 - 0 | Hannover 96   | Bremer Brücke                  | 24 de febrero | 13:00 |
| Magdeburgo          | 3 - 0 | Schalke 04    | MDCC-Arena                     | 24 de febrero | 20:30 |
| Fortuna Düsseldorf  | 2 - 0 | Hansa Rostock | Merkur Spiel-Arena             | 25 de febrero | 13:30 |
| Greuther Fürth      | 2 - 1 | Núremberg     | Sportpark Ronhof Thomas Sommer | 25 de febrero | 13:30 |
| Hamburgo            | 1 - 0 | Elversberg    | Volksparkstadion               | 25 de febrero | 13:30 |

| Schalke 04    | 3 - 1 | San Pauli           | Veltins-Arena       | 1 de marzo | 18:30 |
| Hertha Berlín | 2 - 2 | Holstein Kiel       | Olímpico de Berlín  | 1 de marzo | 18:30 |
| Hannover 96   | 2 - 2 | Fortuna Düsseldorf  | HDI-Arena           | 2 de marzo | 13:00 |
| Hansa Rostock | 0 - 3 | Kaiserslautern      | Ostseestadion       | 2 de marzo | 13:00 |
| Núremberg     | 2 - 1 | Eintracht Brunswick | Max-Morlock-Stadion | 2 de marzo | 13:00 |
| Karlsruher    | 4 - 0 | Greuther Fürth      | Wildparkstadion     | 2 de marzo | 20:30 |
| Hamburgo      | 1 - 2 | Osnabrück           | Volksparkstadion    | 3 de marzo | 13:30 |
| Paderborn 07  | 0 - 0 | Magdeburgo          | Home Deluxe Arena   | 3 de marzo | 13:30 |
| Elversberg    | 0 - 3 | Wehen Wiesbaden     | URSAPHARM-Arena     | 3 de marzo | 13:30 |

| Fortuna Düsseldorf  | 2 - 0 | Hamburgo      | Merkur Spiel-Arena             | 8 de marzo  | 18:30 |
| Eintracht Brunswick | 0 - 1 | Hansa Rostock | Eintracht-Stadion              | 8 de marzo  | 18:30 |
| Schalke 04          | 3 - 3 | Paderborn 07  | Veltins-Arena                  | 9 de marzo  | 13:00 |
| Holstein Kiel       | 1 - 0 | Karlsruher    | Holstein-Stadion               | 9 de marzo  | 13:00 |
| Wehen Wiesbaden     | 1 - 1 | Hannover 96   | BRITA-Arena                    | 9 de marzo  | 13:00 |
| Magdeburgo          | 0 - 1 | Núremberg     | MDCC-Arena                     | 9 de marzo  | 20:30 |
| San Pauli           | 2 - 0 | Hertha Berlín | Millerntor-Stadion             | 10 de marzo | 13:30 |
| Kaiserslautern      | 3 - 2 | Osnabrück     | Fritz-Walter-Stadion           | 10 de marzo | 13:30 |
| Greuther Fürth      | 1 - 4 | Elversberg    | Sportpark Ronhof Thomas Sommer | 10 de marzo | 13:30 |

| Paderborn 07  | 1 - 2 | Eintracht Brunswick | Home Deluxe Arena   | 15 de marzo | 18:30 |
| Osnabrück     | 0 - 4 | Fortuna Düsseldorf  | Bremer Brücke       | 15 de marzo | 18:30 |
| Hansa Rostock | 1 - 0 | Greuther Fürth      | Ostseestadion       | 16 de marzo | 13:00 |
| Núremberg     | 0 - 2 | San Pauli           | Max-Morlock-Stadion | 16 de marzo | 13:00 |
| Elversberg    | 0 - 2 | Holstein Kiel       | URSAPHARM-Arena     | 16 de marzo | 13:00 |
| Hannover 96   | 1 - 1 | Kaiserslautern      | HDI-Arena           | 16 de marzo | 20:30 |
| Hertha Berlín | 5 - 2 | Schalke 04          | Olímpico de Berlín  | 17 de marzo | 13:30 |
| Hamburgo      | 3 - 0 | Wehen Wiesbaden     | Volksparkstadion    | 17 de marzo | 13:30 |
| Karlsruher    | 7 - 0 | Magdeburgo          | Wildparkstadion     | 17 de marzo | 13:30 |

| Holstein Kiel       | 2 - 0 | Hansa Rostock      | Holstein-Stadion               | 30 de marzo | 13:00 |
| Kaiserslautern      | 1 - 3 | Fortuna Düsseldorf | Fritz-Walter-Stadion           | 30 de marzo | 13:00 |
| Eintracht Brunswick | 5 - 0 | Elversberg         | Eintracht-Stadion              | 30 de marzo | 13:00 |
| Hertha Berlín       | 3 - 3 | Núremberg          | Olímpico de Berlín             | 30 de marzo | 20:30 |
| Schalke 04          | 0 - 0 | Karlsruher         | Veltins-Arena                  | 31 de marzo | 13:30 |
| San Pauli           | 2 - 1 | Paderborn 07       | Millerntor-Stadion             | 31 de marzo | 13:30 |
| Magdeburgo          | 0 - 3 | Hannover 96        | MDCC-Arena                     | 31 de marzo | 13:30 |
| Greuther Fürth      | 1 - 1 | Hamburgo           | Sportpark Ronhof Thomas Sommer | 31 de marzo | 13:30 |
| Wehen Wiesbaden     | 0 - 1 | Osnabrück          | BRITA-Arena                    | 31 de marzo | 13:30 |

| Paderborn 07       | 2 - 3 | Hertha Berlín       | Home Deluxe Arena   | 5 de abril | 18:30 |
| Hansa Rostock      | 3 - 1 | Wehen Wiesbaden     | Ostseestadion       | 5 de abril | 18:30 |
| Hamburgo           | 2 - 1 | Kaiserslautern      | Volksparkstadion    | 6 de abril | 13:00 |
| Núremberg          | 0 - 4 | Holstein Kiel       | Max-Morlock-Stadion | 6 de abril | 13:00 |
| Elversberg         | 0 - 0 | Magdeburgo          | URSAPHARM-Arena     | 6 de abril | 13:00 |
| Karlsruher         | 2 - 1 | San Pauli           | Wildparkstadion     | 6 de abril | 20:30 |
| Fortuna Düsseldorf | 2 - 0 | Eintracht Brunswick | Merkur Spiel-Arena  | 7 de abril | 13:30 |
| Hannover 96        | 1 - 1 | Schalke 04          | HDI-Arena           | 7 de abril | 13:30 |
| Osnabrück          | 2 - 0 | Greuther Fürth      | Bremer Brücke       | 7 de abril | 13:30 |

| Hertha Berlín       | 4 - 0 | Hansa Rostock      | Olímpico de Berlín             | 12 de abril | 18:30 |
| Greuther Fürth      | 2 - 1 | Kaiserslautern     | Sportpark Ronhof Thomas Sommer | 12 de abril | 18:30 |
| Paderborn 07        | 1 - 1 | Karlsruher         | Home Deluxe Arena              | 13 de abril | 13:00 |
| Holstein Kiel       | 4 - 0 | Osnabrück          | Holstein-Stadion               | 13 de abril | 13:00 |
| Wehen Wiesbaden     | 0 - 2 | Fortuna Düsseldorf | BRITA-Arena                    | 13 de abril | 13:00 |
| Schalke 04          | 2 - 0 | Núremberg          | Veltins-Arena                  | 13 de abril | 20:30 |
| San Pauli           | 3 - 4 | Elversberg         | Millerntor-Stadion             | 14 de abril | 13:30 |
| Magdeburgo          | 2 - 2 | Hamburgo           | MDCC-Arena                     | 14 de abril | 13:30 |
| Eintracht Brunswick | 0 - 0 | Hannover 96        | Eintracht-Stadion              | 14 de abril | 13:30 |

| Núremberg          | 0 - 2 | Paderborn 07        | Max-Morlock-Stadion  | 19 de abril | 18:30 |
| Elversberg         | 1 - 1 | Schalke 04          | URSAPHARM-Arena      | 19 de abril | 18:30 |
| Fortuna Düsseldorf | 1 - 0 | Greuther Fürth      | Merkur Spiel-Arena   | 20 de abril | 13:00 |
| Kaiserslautern     | 1 - 1 | Wehen Wiesbaden     | Fritz-Walter-Stadion | 20 de abril | 13:00 |
| Osnabrück          | 0 - 3 | Eintracht Brunswick | Bremer Brücke        | 20 de abril | 13:00 |
| Hamburgo           | 0 - 1 | Holstein Kiel       | Volksparkstadion     | 20 de abril | 20:30 |
| Karlsruher         | 3 - 2 | Hertha Berlín       | Wildparkstadion      | 21 de abril | 13:30 |
| Hannover 96        | 1 - 2 | San Pauli           | HDI-Arena            | 21 de abril | 13:30 |
| Hansa Rostock      | 0 - 2 | Magdeburgo          | Ostseestadion        | 21 de abril | 13:30 |

| Hertha Berlín       | 1 - 1 | Hannover 96        | Olímpico de Berlín  | 26 de abril | 18:30 |
| San Pauli           | 1 - 0 | Hansa Rostock      | Millerntor-Stadion  | 26 de abril | 18:30 |
| Paderborn 07        | 3 - 1 | Elversberg         | Home Deluxe Arena   | 27 de abril | 13:00 |
| Holstein Kiel       | 1 - 3 | Kaiserslautern     | Holstein-Stadion    | 27 de abril | 13:00 |
| Eintracht Brunswick | 0 - 4 | Hamburgo           | Eintracht-Stadion   | 27 de abril | 13:00 |
| Schalke 04          | 1 - 1 | Fortuna Düsseldorf | Veltins-Arena       | 27 de abril | 20:30 |
| Magdeburgo          | 1 - 1 | Osnabrück          | MDCC-Arena          | 28 de abril | 13:30 |
| Núremberg           | 0 - 1 | Karlsruher         | Max-Morlock-Stadion | 28 de abril | 13:30 |
| Wehen Wiesbaden     | 3 - 5 | Greuther Fürth     | BRITA-Arena         | 28 de abril | 13:30 |

| Hamburgo           | 1 - 0 | San Pauli           | Volksparkstadion               | 3 de mayo | 18:30 |
| Fortuna Düsseldorf | 3 - 1 | Núremberg           | Merkur Spiel-Arena             | 3 de mayo | 18:30 |
| Greuther Fürth     | 3 - 3 | Eintracht Brunswick | Sportpark Ronhof Thomas Sommer | 4 de mayo | 13:00 |
| Hansa Rostock      | 1 - 2 | Karlsruher          | Ostseestadion                  | 4 de mayo | 13:00 |
| Kaiserslautern     | 4 - 1 | Magdeburgo          | Fritz-Walter-Stadion           | 4 de mayo | 20:30 |
| Hannover 96        | 3 - 2 | Paderborn 07        | HDI-Arena                      | 5 de mayo | 13:30 |
| Elversberg         | 4 - 2 | Hertha Berlín       | URSAPHARM-Arena                | 5 de mayo | 13:30 |
| Wehen Wiesbaden    | 0 - 1 | Holstein Kiel       | BRITA-Arena                    | 5 de mayo | 13:30 |
| Osnabrück          | 0 - 4 | Schalke 04          | Bremer Brücke                  | 7 de mayo | 18:30 |

| Paderborn 07        | 1 - 0 | Hamburgo           | Home Deluxe Arena   | 10 de mayo | 18:30 |
| Magdeburgo          | 0 - 0 | Greuther Fürth     | MDCC-Arena          | 10 de mayo | 18:30 |
| Schalke 04          | 2 - 1 | Hansa Rostock      | Veltins-Arena       | 11 de mayo | 13:00 |
| Hertha Berlín       | 3 - 1 | Kaiserslautern     | Olímpico de Berlín  | 11 de mayo | 13:00 |
| Núremberg           | 3 - 0 | Elversberg         | Max-Morlock-Stadion | 11 de mayo | 13:00 |
| Holstein Kiel       | 1 - 1 | Fortuna Düsseldorf | Holstein-Stadion    | 11 de mayo | 20:30 |
| San Pauli           | 3 - 1 | Osnabrück          | Millerntor-Stadion  | 12 de mayo | 13:30 |
| Karlsruher          | 1 - 2 | Hannover 96        | Wildparkstadion     | 12 de mayo | 13:30 |
| Eintracht Brunswick | 1 - 0 | Wehen Wiesbaden    | Eintracht-Stadion   | 12 de mayo | 13:30 |

| Hamburgo           | 4 - 1 | Núremberg           | Volksparkstadion               | 19 de mayo | 15:30 |
| Fortuna Düsseldorf | 3 - 2 | Magdeburgo          | Merkur Spiel-Arena             | 19 de mayo | 15:30 |
| Kaiserslautern     | 5 - 0 | Eintracht Brunswick | Fritz-Walter-Stadion           | 19 de mayo | 15:30 |
| Hannover 96        | 1 - 2 | Holstein Kiel       | HDI-Arena                      | 19 de mayo | 15:30 |
| Greuther Fürth     | 2 - 0 | Schalke 04          | Sportpark Ronhof Thomas Sommer | 19 de mayo | 15:30 |
| Hansa Rostock      | 1 - 2 | Paderborn 07        | Ostseestadion                  | 19 de mayo | 15:30 |
| Elversberg         | 0 - 3 | Karlsruher          | URSAPHARM-Arena                | 19 de mayo | 15:30 |
| Osnabrück          | 1 - 1 | Hertha Berlín       | Bremer Brücke                  | 19 de mayo | 15:30 |
| Wehen Wiesbaden    | 1 - 2 | San Pauli (C)       | BRITA-Arena                    | 19 de mayo | 15:30 |

### Campeón
|                                                   |
|                                                   |
| San Pauli 2.º título Ascendió a la 1. Bundesliga. |
| También ascendió Holstein Kiel como subcampeón.   |

## Play-offs de ascenso y descenso
Los horarios corresponden al huso horario de Alemania (Hora central europea): UTC+2 en horario de verano.

### Ascenso
| Ida; 23 de mayo de 2024 | Bochum | 0:3 (0:1) | Fortuna Düsseldorf                              | Vonovia Ruhrstadion, Bochum                                 |                                                             |
| 20:30                   |        | Reporte   | Hofmann 13' (a.g.) · Klaus 64' · Engelhardt 72' | Asistencia: 26 000 espectadores Árbitro(s): Robert Schröder | Asistencia: 26 000 espectadores Árbitro(s): Robert Schröder |

| Vuelta; 27 de mayo de 2024 | Fortuna Düsseldorf                                                         | 0:3 (0:3, 0:1) (t. s.)(5:6 p.)(Global 3:3) | Bochum                                                                       | Merkur Spiel-Arena, Düsseldorf                            |                                                           |
| 20:30                      |                                                                            | Reporte                                    | Hofmann 18', 66' · Stöger 70' (pen.)                                         | Asistencia: 51 500 espectadores Árbitro(s): Deniz Aytekin | Asistencia: 51 500 espectadores Árbitro(s): Deniz Aytekin |
|                            |                                                                            | Tiros desde el punto penal                 |                                                                              |                                                           |                                                           |
|                            | Hoffmann · Jóhannesson · Engelhardt · Oberdorf · Tzolis · Niemiec · Uchino |                                            | Gonçalo Paciência · Bero · Mašović · Asano · Stöger · Schlotterbeck · Wittek |                                                           |                                                           |

- El marcador global fue 3-3 y Fortuna Düsseldorf perdió por 5-6 en la tanda de penaltis, por tanto se mantuvo en la 2. Bundesliga.

### Descenso
| Ida; 24 de mayo de 2024 | Jahn Ratisbona          | 2:2 (1:0) | Wehen Wiesbaden          | Jahnstadion Regensburg, Ratisbona                          |                                                            |
| 20:30                   | Ganaus 27' · Kother 79' | Reporte   | Heußer 66' · Iredale 71' | Asistencia: 13 378 espectadores Árbitro(s): Tobias Reichel | Asistencia: 13 378 espectadores Árbitro(s): Tobias Reichel |

| Vuelta; 28 de mayo de 2024 | Wehen Wiesbaden | 1:2 (0:1) (Global 3:4) | Jahn Ratisbona           | BRITA-Arena, Wiesbaden                                      |                                                             |
| 20:30                      | Prtajin 81'     | Reporte                | Kother 45+2' · Faber 47' | Asistencia: 11 008 espectadores Árbitro(s): Martin Petersen | Asistencia: 11 008 espectadores Árbitro(s): Martin Petersen |

- Wehen Wiesbaden perdió en el resultado global por 3-4, por tanto descendió a la 3. Liga.

## Datos y estadísticas

### Récords
- Primer gol de la temporada: Anotado por Robert Glatzel, para el Hamburgo contra el Schalke 04 (28 de julio de 2023)
- Último gol de la temporada:
- Gol más rápido:
- Gol más cercano al final del encuentro:
- Mayor número de goles marcados en un partido: 10 anotaciones: Magdeburgo 6-4 Hertha Berlín (2 de septiembre de 2023)
- Partido con más espectadores:
- Partido con menos espectadores:
- Mayor victoria local: 7-0: Hannover 96 a Osnabrück, y Karlsruher SC a Magdeburgo
- Mayor victoria visitante: 0-5: Fortuna Düsseldorf a Elversberg

### Máximos goleadores
Actualizado el 12 de junio de 2024.
| Pos. | Jugador         | Equipo              | Goles | Part. | Prom. |
| ---- | --------------- | ------------------- | ----- | ----- | ----- |
| 1    | Robert Glatzel  | Hamburgo            | 22    | 32    | 0.69  |
| =    | Haris Tabaković | Hertha Berlín       | 22    | 32    | 0.69  |
| =    | Christos Tzolis | Fortuna Düsseldorf  | 22    | 30    | 0.73  |
| 4    | Marcel Hartel   | San Pauli           | 17    | 33    | 0.52  |
| 5    | Ragnar Ache     | 1.FC Kaiserslautern | 16    | 26    | 0.31  |
| =    | Can Yilmaz Uzun | Núremberg           | 16    | 30    | 0.53  |
| 7    | Igor Matanović  | Karlsruher SC       | 14    | 32    | 0.44  |
| 8    | László Bénes    | Hamburgo            | 13    | 27    | 0.48  |
| =    | Kenan Karaman   | Schalke 04          | 13    | 29    | 0.45  |

### Máximos asistentes
Actualizado el 17 de diciembre de 2023.
| Pos. | Jugador          | Equipo             | Goles | Part. | Prom. |
| ---- | ---------------- | ------------------ | ----- | ----- | ----- |
| 1    | Barış Atik       | Magdeburgo         | 8     | 16    | 0.5   |
| 2    | Shinta Appelkamp | Fortuna Düsseldorf | 7     | 15    | 0.47  |
| 3    | Marcel Hartel    | San Pauli          | 7     | 17    | 0.41  |
| 4    | László Bénes     | Hamburgo           | 6     | 16    | 0.38  |
| 5    | Jason Ceka       | Magdeburgo         | 5     | 12    | 0.42  |

### Autogoles
| Fecha | Jugador | Minuto | Local | Resultado | Visitante | Jornada |
| ----- | ------- | ------ | ----- | --------- | --------- | ------- |

| Datos actualizados a 28 de febrero de 2023 |

### Hat-tricks o pókers
Aquí se encuentra la lista de hat-tricks y póker de goles (en general, tres o más goles marcados por un jugador en un mismo encuentro) conseguidos en la temporada.
| Fecha      | Jugador               | Goles         | Local         | Resultado | Visitante           | Jornada    |
| ---------- | --------------------- | ------------- | ------------- | --------- | ------------------- | ---------- |
| 17/09/2023 | Haris Tabaković       | 38' 45+2' 71' | Hertha Berlín | 3 – 0     | Eintracht Brunswick | Jornada 6  |
| 02/12/2023 | Vincent Vermeij       | 39' 45+3' 56' | Núremberg     | 0 – 5     | Fortuna Düsseldorf  | Jornada 15 |
| 03/12/2023 | Florian Niederlechner | 23' 61' 67'   | Hertha Berlín | 5 – 1     | Elversberg          | Jornada 15 |